# Andrena valentinae
Andrena valentinae är en biart som beskrevs av Osytshnjuk 1993. Andrena valentinae ingår i släktet sandbin, och familjen grävbin. Inga underarter finns listade i Catalogue of Life.